# Волфганг VI фон Далберг
Волфганг VI фон Далберг (на немски: Wolfgang VI von Dalberg; Wolf der Jüngere;d Wolf der Lange; * 1473; † 25 януари 1522) е немски благородник от фамилията „кемерер на Вормс“, рицар, амтман на Курпфалц в Опенхайм.
Той е най-малкият син (от 11 или 12 деца) на Волфганг III Кемерер фон Вормс (1426 – 1476) и съпругата му Гертруд Грайфенклау цу Фолрадс († 1502), дъщеря на Фридрих фон Грайфенклау цу Фолрадс (1401 – 1459) и Алайд фон Лангенау († 1439/1453).
Брат му Йохан XX фон Далберг (1455 – 1503) е епископ на Вормс (1482 – 1503), 1482 г. канцлер на Курпфалц
Волфганг VI фон Далберг умира на 25 януари 1522 г. и е погребан в църквата „Св. Катарина“ в Опенхайм.

## Фамилия
Волфганг VI фон Далберг се жени за Агнес фон Зикинген († 1517), сестра на Франц фон Зикинген (1481 – 1523), дъщеря на Швайкхардт/Свикер фон Зикинген († 1505) и наследничката Маргарета фон Пулер фон Хоенбург. Те имат децата:
- Лудвиг I (* 1506/1507/1508; † 1530/1540), студент 1529 г. в университет Хайделберг, женен 1529 г. за Маргарета фон Флекенщайн († 16 август 1560), дъщеря на Якоб III фон Флекенщайн († 1526) и Барбара фон Ингелхайм († 1526)
- Георг (Йорг) (* 1509/1510; † 2 юни 1561/ 2 май 1561), женен I. 1531 г. за Анна (* 1511; † 27 октомври 1553), дъщеря на Бехтолд фон Фльорсхайм и Елиза фон Хелмщат, II. на 7 февруари 1558 г. за Елизабет, дъщеря на Улрих Улнер фон Дибург († 1550), и Маргарета Кемерер фон Вормс († 1546), дъщеря на брат му Дитер VI фон Далберг (1468 – 1530) и Анна фон Хелмщат († 1528)
- Гертруд (* 1512; † пр. 23 януари 1568), омъжена 1532/1548 г. за Гофрид фон Франкенщайн (* 1512; † 19 април 1567), син на Йохан IV фон Франкенщайн († 1558) и Ирмел фон Клеен († 1533)
- Анна (* 1514; † 15 септември 1563), омъжена за Фридрих X фон Флекенщайн-Хохвайлер († 25 февруари 1568)

Волфганг VI фон Далберг се жени втори път през 1518 г. за Валпурга Лоричия фон Кронберг, дъщеря на починалия 1506 г. Опенхаймски амтман Йохан VII фон Кронберг. Бракът е бездетен.